# پارک ری وون
پارک ری وون (کره‌ای: 박리원؛ زادهٔ ۲۰ اوت ۱۹۹۸) بازیگر اهل کره جنوبی است. او حرفه بازیگری خود را در مجموعه تلویزیونی با وجود اینکه می‌دانم (۲۰۲۱) آغاز کرد. او به خاطر ایفای نقش در مجموعه‌های تلویزیونی یونیکورن (۲۰۲۲) و بورا! دبورا (۲۰۲۳) شناخته می‌ود. پارک عضو گروه موسیقی مختلط مونوگرام است.

## حرفه
در ۲۲ دسامبر ۲۰۲۱، گزارش شد که پارک یک قرارداد انحصاری با دائول انترتینمنت امضا کرده است.

## فیلم‌شناسی

### مجموعه تلویزیونی
| سال  | عنوان                     | نقش               | منابع |
| ---- | ------------------------- | ----------------- | ----- |
| ۲۰۲۱ | با وجود اینکه می‌دانم      | دانش آموزِ هیون وو | [ ۲ ] |
| ۲۰۲۲ | یونیکورن                  | دا یونگ           | [ ۳ ] |
| ۲۰۲۳ | بورا! دبورا               | دا می             | [ ۴ ] |
| ۲۰۲۳ | اوپنینگ ۲۰۲۳ – «Shoot Me» | جو هیون           | [ ۵ ] |
| ۲۰۲۴ | بازی سیندرلا              | یون سه یونگ       | [ ۶ ] |